# Clase alta estadounidense
La clase alta estadounidense es un grupo social compuesto de las personas que tienen el mayor rango social y que suelen ser ricos, Ya que Estados Unidos carece de una "verdadera" clase alta, de equivalente calibre de la aristocracia terrateniente y la aristocracia de toga británica y europea, la clase alta norteamericana puede decirse que consta de los más ricos de los individuos y las familias.

## Caracterización
Los miembros de esta clase social son distinguibles de las otras clases, por su mayor influencia, poder y riqueza. Esta clase se compone de la gente con una historia de familia en que la riqueza viene de siglos atrás, así como de aquellos que han adquirido su riqueza y su influencia desde 1900, llamados Nuevos ricos. En una encuesta de la CNBC se puede observar que la mayoría de los millonarios encuestados, que representan a los más ricos del 10 por ciento de los estadounidenses, se describen a sí mismos como clase media (44 %) o en la parte superior de la clase media (40 %).
Muchos políticos, herederos de fortunas, altos ejecutivos de empresas, directores ejecutivos, capitalistas de éxito, aquellos nacidos en la alta sociedad y algunas celebridades pueden ser considerados miembros de esta clase. Algunos profesionales prominentes y de alto nivel también pueden ser incluidos si alcanzan una gran influencia y riqueza. La principal característica distintiva de esta clase, que se estima que constituye aproximadamente el 1 % de la población, es la fuente de ingresos. Si bien la gran mayoría de las personas y los hogares obtienen sus ingresos de sueldos o salarios, los de la clase alta obtienen sus ingresos de las inversiones y las ganancias de capital. Las estimaciones para el tamaño de este grupo varían comúnmente del 1 % al 2 %, mientras que algunas encuestas indican que hasta el 6 % de los estadounidenses se identifican como "clase alta". El sociólogo Leonard Beeghley considera que la riqueza es la única característica distintiva significativa de esta clase y, por lo tanto, se refiere a este grupo simplemente como "los ricos".
   "Los miembros de la clase capitalista en la parte superior de la jerarquía tienen una influencia en la economía y la sociedad mucho más allá de su número. Toman decisiones de inversión que abren o cierran oportunidades de empleo para millones de personas. Contribuyen con dinero a los partidos políticos y, a menudo, poseen empresas de medios que les permiten influir sobre el pensamiento de otras clases ... La clase capitalista lucha por perpetuarse: los activos, los estilos de vida, los valores y las redes sociales ... todos han pasado de una generación a la siguiente." -Dennis Gilbert, The American Class Structure, 1998
Sociólogos como W. Lloyd Warner, William Thompson y Joseph Hickey reconocen las diferencias de prestigio entre los miembros de la clase alta. Se puede considerar que las familias establecidas, los profesionales prominentes y los políticos tienen más prestigio que algunas celebridades de entretenimiento que a su vez pueden tener más prestigio que los miembros de las élites locales. Sin embargo, los sociólogos contemporáneos argumentan que todos los miembros de la clase alta comparten una gran riqueza, influencia y bienes como su principal fuente de ingresos para ser reconocidos como miembros de la misma clase social. Como la gran ventaja financiera es la principal característica distintiva de esta clase, el sociólogo Leonard Beeghley de la Universidad de Florida identifica a todos los hogares "ricos", aquellos con ingresos en el 1 % superior, como la clase alta.
En 1998, Bob Herbert de The New York Times se refirió a los modernos plutócratas estadounidenses como "The Donor Class" (lista de los principales donantes) y definió la clase, por primera vez, como "un pequeño grupo -sólo un cuarto del 1 por ciento de la población- y que no es representativo del resto de la nación. Pero su dinero compra mucho acceso".

## Clase social e ingresos
Los teóricos funcionales en sociología y economía afirman que la existencia de clases sociales es necesaria [5] para distribuir personas de modo que solo los más calificados puedan adquirir puestos de poder, y para que todas las personas cumplan sus deberes ocupacionales con arreglo a su habilidad. Notablemente, este punto de vista no aborda la riqueza, que juega un papel importante en la asignación de estatus y poder.
Para asegurar que las tareas importantes y complejas sean efectuadas por personal calificado y motivado, la sociedad ofrece incentivos tales como los ingresos y el prestigio. Cuantos más escasos sean los solicitantes calificados, y cuanto más esencial sea la tarea, mayor será el incentivo. Los ingresos y el prestigio que se utilizan a menudo para distinguir la clase social de una persona son meramente los incentivos que se otorgan a esa persona para cumplir todos los requisitos para completar una tarea importante que es de gran importancia en la sociedad debido a su valor funcional.
   "Debería enfatizarse ... que una posición no trae poder y prestigio porque atrae un ingreso alto. Más bien, atrae un ingreso alto porque es funcionalmente importante y el personal disponible es, por una razón u otra, escaso. Por lo tanto, es superficial y erróneo considerar el ingreso alto como la causa del poder y el prestigio de una persona, así como es erróneo pensar que la fiebre de un hombre es la causa de su enfermedad ... La fuente económica del poder y el prestigio no es el ingreso principalmente, sino la propiedad de los bienes de capital (incluidas las patentes, la buena voluntad y la reputación profesional). Tal propiedad debe distinguirse de la posesión de los bienes de los consumidores, que es un índice más que una causa de posición social." - Kingsley Davis y Wilbert E. Moore, Principios de estratificación.
Como se mencionó anteriormente, el ingreso es una de las características más destacadas de la clase social, pero no necesariamente una de sus causas. En otras palabras, los ingresos no determinan el estado de un individuo o de un hogar, sino que reflejan ese estado. El ingreso y el prestigio son los incentivos para cubrir todos los puestos con el personal más calificado y motivado posible.
   Si ... el dinero y la riqueza [solo] determinan la clasificación de clase ... un traficante de cocaína, un ganador de lotería, una estrella de rock y un miembro de la familia Rockefeller, todos están en el mismo peldaño de la escala social ... [ sin embargo, la mayoría de los estadounidenses no estarían dispuestos a otorgar el mismo rango a un ganador de lotería o una estrella de rock y un miembro de una de las familias más distinguidas de Estados Unidos ... la riqueza no es el único factor que determina el rango de una persona. - William Thompson, Joseph Hickey; Society in Focus, 2005.

## Educación
Los miembros de la clase alta en la sociedad estadounidense están generalmente bien formados y han sido educados en entornos de "élite". Los padres adinerados van más allá para asegurar que sus hijos también sean miembros de la clase alta cuando crezcan. Los padres de clase alta matriculan a sus hijos en prestigiosos preescolares y escuelas primarias que conducen a escuelas secundarias privadas y finalmente a universidades privadas de elite. A menudo graduándose de escuelas como las de la Ivy League, los miembros de la clase alta tradicionalmente se han unido a clubes o fraternidades exclusivas. Los estudiantes de la Universidad de Yale crearon el club social Skull and Bones. The Skull and Bones era una sociedad secreta que tenía miembros como George H. W. Bush y John Kerry. Estos miembros obtuvieron un capital social valioso uniéndose al club.

## Religión
Individuos de todas las religiones del mundo se han enriquecido en América. Sin embargo, la mayoría de estos individuos siguen credos protestantes de la línea principal; Los episcopalianos y los presbiterianos son los más prevalentes, con una cantidad considerable de católicos y una minoría de judíos.

## Distribución empírica del ingreso
Un análisis empírico de 2009 analizó aproximadamente el 15-27 % de los individuos en el 0.1 % superior del ingreso bruto ajustado (AGI), incluyendo altos ejecutivos, administradores de activos, socios de firmas de abogados, atletas profesionales y celebridades, y empleados altamente compensados de bancos de inversión. Entre otros resultados, el análisis encontró que los individuos en el sector financiero (Wall Street) comprenden un mayor porcentaje de los mayores ingresos en los Estados Unidos que los individuos del sector no financiero, después de ajustar por los tamaños relativos de los sectores.

## Millonarios
Los hogares con una riqueza neta de 1 millón de dólares o más pueden ser identificados como miembros del grupo demográfico socioeconómico superior, según el modelo de clases utilizado. Mientras que la mayoría de los sociólogos estiman que solo el 1 % de los hogares son miembros de la clase alta, el sociólogo Leonard Beeghley afirma que todos los hogares con una riqueza neta de 1 millón o más se consideran "ricos". Divide a "los ricos" en dos subgrupos: los ricos y los súper ricos. Los ricos constituyen aproximadamente el 5 % de los hogares de los EE. UU. y su riqueza se basa principalmente en el valor de la vivienda. Otros sociólogos contemporáneos, como Dennis Gilbert, argumentan que este grupo no forma parte de la clase alta, sino que forma parte de la clase media alta, ya que su nivel de vida se deriva en gran parte del ingreso generado por la ocupación y su afluencia es muy inferior a la alcanzado por el percentil superior. Los súper ricos, según Beeghley, son aquellos que pueden vivir de su riqueza sin depender de los ingresos derivados de la ocupación. Este grupo demográfico constituye aproximadamente el 0,9 % de los hogares estadounidenses. La definición de Beeghley de los súper ricos es congruente con la definición de clase alta empleada por la mayoría de los demás sociólogos. El primer 0.01 % de la población, con un ingreso anual de $ 9.5 millones o más, recibió el 5 % del ingreso de los Estados Unidos en 2007. Estas 15 000 familias han sido caracterizadas como las "más ricas entre los ricos".
| Top 5 de los estados por hogares millonarios (más de 1 millón de dólares, en el 2009) | Top 5 de los estados por hogares millonarios (más de 1 millón de dólares, en el 2009) | Top 5 de los estados por hogares millonarios (más de 1 millón de dólares, en el 2009) |
| Estado                                                                                | Porcentaje de hogares millonarios                                                     | Número de hogares millonarios                                                         |
| ------------------------------------------------------------------------------------- | ------------------------------------------------------------------------------------- | ------------------------------------------------------------------------------------- |
| Hawái                                                                                 | 6.4 %                                                                                 | 28,363                                                                                |
| Maryland                                                                              | 6.3 %                                                                                 | 133 299                                                                               |
| Nueva Jersey                                                                          | 6.2 %                                                                                 | 197 694                                                                               |
| Connecticut                                                                           | 6.2 %                                                                                 | 82 837                                                                                |
| Virginia                                                                              | 5.5 %                                                                                 | 166 596                                                                               |

| Top 5 inferior de los estados por hogares millonarios (más de 1 millón de dólares, en el 2009) | Top 5 inferior de los estados por hogares millonarios (más de 1 millón de dólares, en el 2009) | Top 5 inferior de los estados por hogares millonarios (más de 1 millón de dólares, en el 2009) |
| Estado                                                                                         | Porcentaje de hogares millonarios                                                              | Número de hogares millonarios                                                                  |
| ---------------------------------------------------------------------------------------------- | ---------------------------------------------------------------------------------------------- | ---------------------------------------------------------------------------------------------- |
| Dakota Del Sur                                                                                 | 3.4 %                                                                                          | 10 646                                                                                         |
| Kentucky                                                                                       | 3.3 %                                                                                          | 57 059                                                                                         |
| Virginia Occidental                                                                            | 3.3 %                                                                                          | 24 941                                                                                         |
| Arkansas                                                                                       | 3.1 %                                                                                          | 35 286                                                                                         |
| Misisipi                                                                                       | 3.1 %                                                                                          | 33 792                                                                                         |

## Leer también
- Peter W. Cookson, Caroline Hodges Persell: Preparing for Power: America's Elite Boarding Schools, Basic Books, 1989, ISBN 0-465-06269-5

- Nick Foulkes: High Society – The History of America's Upper Class, Publisher: Assouline (1 de octubre de 2008) Lenguaje: Inglés, ISBN 2759402886

- Steve Fraser, Gary Gerstle (ed.): Ruling America: A History of Wealth and Power in a Democracy, Harvard UP, 2005, ISBN 0-674-01747-1

- Ferdinand Lundberg: The Rich and the Super-Rich: A Study in the Power of Money Today (1968)
- Kevin P. Phillips, Wealth and Democracy: A Political History of the American Rich, Broadway Books 2003, ISBN 0-7679-0534-2

- Datos: Q4745554